# Andrew Roachford

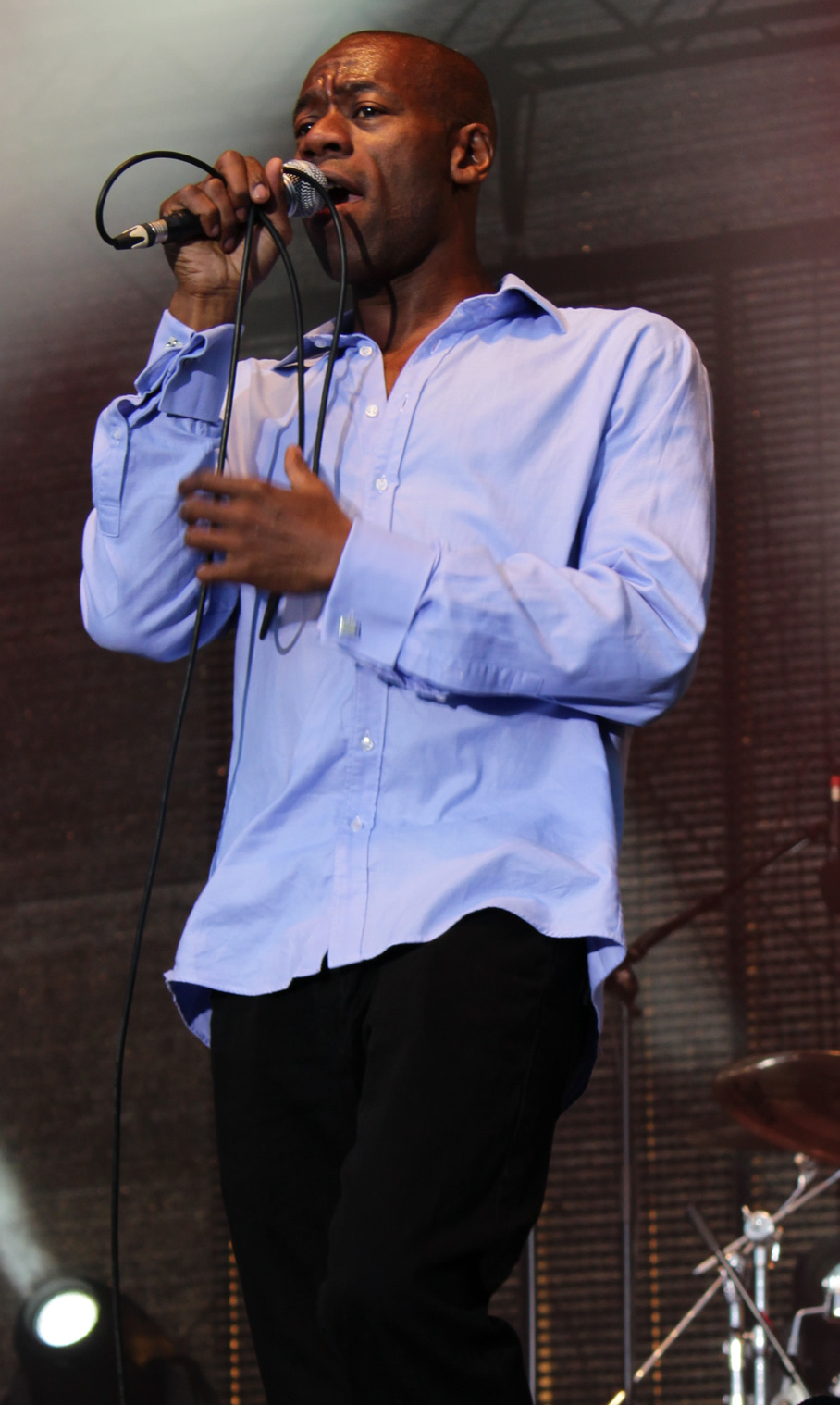
Roachford mit Mike and the Mechanics

Andrew Roachford (* 22. Januar 1965 in London) ist ein britischer Musiker westindischer Abstammung.

## Biografie
Bereits als kleiner Junge fing er mit dem Klavierspiel an. Nach eigenen Angaben begann seine Karriere 1979. Begleitet wurde er damals von seinem Onkel Bill Roachford, einem bekannten Jazz-Saxophonisten. Während der 1990er Jahre war er die treibende Kraft der Band Roachford, mit der er 1989 den größten Erfolg erzielte, als die Single Cuddly Toy Platz vier in den britischen Charts belegte. Sein erstes Soloalbum Roachford veröffentlichte er im Jahr 1988. Im Jahr 2005 folgte das Album Word of Mouth, das von Mousse T.’s Label Peppermint Jam produziert wurde.
Das Album Addictive erschien in Deutschland im September 2011.
Seit 2010 ist Andrew Roachford Sänger bei Mike & the Mechanics und damit Nachfolger von Paul Carrack. Er teilt sich den Gesang mit dem kanadischen Sänger Tim Howar
und veröffentlichte mit der Band 2011 das Album The Road.
Im Juni 2019 wurde Andrew Roachford in Anerkennung seiner Leistungen durch Königin Elisabeth II. zum Member of the Order of the British Empire (MBE) ernannt. Der Orden wurde ihm im Januar 2020 in einer Zeremonie verliehen.

## Diskografie

### Alben
| Jahr | Titel                   | Höchstplatzierung, Gesamtwochen, AuszeichnungChartplatzierungen (Jahr, Titel, Platzierungen, Wochen, Auszeichnungen, Anmerkungen) | Höchstplatzierung, Gesamtwochen, AuszeichnungChartplatzierungen (Jahr, Titel, Platzierungen, Wochen, Auszeichnungen, Anmerkungen) | Höchstplatzierung, Gesamtwochen, AuszeichnungChartplatzierungen (Jahr, Titel, Platzierungen, Wochen, Auszeichnungen, Anmerkungen) | Höchstplatzierung, Gesamtwochen, AuszeichnungChartplatzierungen (Jahr, Titel, Platzierungen, Wochen, Auszeichnungen, Anmerkungen) | Höchstplatzierung, Gesamtwochen, AuszeichnungChartplatzierungen (Jahr, Titel, Platzierungen, Wochen, Auszeichnungen, Anmerkungen) | Anmerkungen                              |
| Jahr | Titel                   | DE | AT | CH | UK | US | Anmerkungen                              |
| ---- | ----------------------- | --- | --- | --- | --- | --- | ---------------------------------------- |
| 1988 | Roachford               | — | — | — | UK11 Gold · (27 Wo.)UK | US109 (12 Wo.)US | Erstveröffentlichung: Juli 1988          |
| 1991 | Get Ready!              | DE36 (13 Wo.)DE | — | — | UK20 (5 Wo.)UK | — | Erstveröffentlichung: Mai 1991           |
| 1994 | Permanent Shade of Blue | DE52 (24 Wo.)DE | — | — | UK25 Gold · (25 Wo.)UK | — | Erstveröffentlichung: März 1994          |
| 1997 | Feel                    | DE37 (6 Wo.)DE | AT47 (2 Wo.)AT | CH50 (1 Wo.)CH | UK19 (4 Wo.)UK | — | Erstveröffentlichung: September 1997     |
| 2000 | The Roachford Files     | — | — | CH100 (1 Wo.)CH | UK88 (1 Wo.)UK | — | Erstveröffentlichung: Oktober 2000       |
| 2005 | Word of Mouth           | DE88 (1 Wo.)DE | — | — | — | — | Erstveröffentlichung: Juni 2005          |
| 2020 | Twice in a Lifetime     | DE68 (1 Wo.)DE | — | CH72 (1 Wo.)CH | UK31 (1 Wo.)UK | — | Erstveröffentlichung: 11. September 2020 |

Weitere Alben
- 2003: Heart of the Matter
- 2005: The Very Best of Roachford
- 2008: Roachford Raw
- 2011: Addictive
- 2011: Live from Schlachthof 1991
- 2011: Live at Rockpalast
- 2011: Where I Stand (EP)
- 2013: The Beautiful Moment
- 2016: Encore
- 2024: Then And Now

### Singles
| Jahr | Titel Album                                      | Höchstplatzierung, Gesamtwochen, AuszeichnungChartplatzierungen (Jahr, Titel, Album, Platzierungen, Wochen, Auszeichnungen, Anmerkungen) | Höchstplatzierung, Gesamtwochen, AuszeichnungChartplatzierungen (Jahr, Titel, Album, Platzierungen, Wochen, Auszeichnungen, Anmerkungen) | Höchstplatzierung, Gesamtwochen, AuszeichnungChartplatzierungen (Jahr, Titel, Album, Platzierungen, Wochen, Auszeichnungen, Anmerkungen) | Höchstplatzierung, Gesamtwochen, AuszeichnungChartplatzierungen (Jahr, Titel, Album, Platzierungen, Wochen, Auszeichnungen, Anmerkungen) | Höchstplatzierung, Gesamtwochen, AuszeichnungChartplatzierungen (Jahr, Titel, Album, Platzierungen, Wochen, Auszeichnungen, Anmerkungen) | Anmerkungen                                         |
| Jahr | Titel Album                                      | DE | AT | CH | UK | US | Anmerkungen                                         |
| ---- | ------------------------------------------------ | --- | --- | --- | --- | --- | --------------------------------------------------- |
| 1988 | Cuddly Toy Roachford                             | DE49 (6 Wo.)DE | — | — | UK4 Silber · (16 Wo.)UK | US25 (14 Wo.)US | Erstveröffentlichung: Juni 1988                     |
| 1988 | Find Me Another Love Roachford                   | — | — | — | UK100 (1 Wo.)UK | — | Erstveröffentlichung: Oktober 1988                  |
| 1989 | Family Man Roachford                             | — | — | — | UK25 (6 Wo.)UK | — | Erstveröffentlichung: März 1989                     |
| 1989 | Kathleen Roachford                               | — | — | — | UK43 (5 Wo.)UK | — | Erstveröffentlichung: Juni 1989                     |
| 1991 | Get Ready!                                       | DE43 (14 Wo.)DE | — | — | UK22 (8 Wo.)UK | — | Erstveröffentlichung: März 1991                     |
| 1994 | Only to Be with You Permanent Shade of Blue      | DE57 (13 Wo.)DE | — | — | UK21 (7 Wo.)UK | — | Erstveröffentlichung: März 1994                     |
| 1994 | Lay Your Love on Me Permanent Shade of Blue      | DE55 (13 Wo.)DE | — | — | UK36 (6 Wo.)UK | — | Erstveröffentlichung: Juni 1994                     |
| 1994 | This Generation Permanent Shade of Blue          | DE60 (10 Wo.)DE | — | — | UK38 (4 Wo.)UK | — | Erstveröffentlichung: August 1994                   |
| 1994 | Cry For Me Permanent Shade of Blue               | — | — | — | UK46 (2 Wo.)UK | — | Erstveröffentlichung: November 1994                 |
| 1995 | I Know You Don’t Love Me Permanent Shade of Blue | — | — | — | UK42 (2 Wo.)UK | — | Erstveröffentlichung: März 1995                     |
| 1997 | The Way I Feel Feel                              | DE91 (6 Wo.)DE | — | CH46 (6 Wo.)CH | UK20 (4 Wo.)UK | — | Erstveröffentlichung: September 1997                |
| 1998 | How Could I? (Insecurity) Feel                   | — | — | — | UK34 (3 Wo.)UK | — | Erstveröffentlichung: Februar 1998                  |
| 1998 | Naked (Without You) Feel                         | — | — | — | UK53 (2 Wo.)UK | — | Erstveröffentlichung: Juni 1998                     |
| 2000 | From Now On The Roachford Files                  | — | — | — | UK90 (1 Wo.)UK | — | Erstveröffentlichung: Oktober 2000                  |
| 2001 | Run Baby Run Bustafunk                           | — | — | CH60 (7 Wo.)CH | — | — | Erstveröffentlichung: Dezember 2001 mit Bustafunk   |
| 2004 | Pop Muzak All Nite Madness                       | DE19 (15 Wo.)DE | AT14 (21 Wo.)AT | CH73 (12 Wo.)CH | — | — | Erstveröffentlichung: 15. August 2004 mit Mousse T. |

Weitere Singles
- 1991: Stone City
- 1991: Innocent Eyes
- 1991: Higher
- 1999: Walk Away (mit The PF Project)
- 2003: The Pressure
- 2005: River of Love
- 2005: Tomorrow
- 2007: Ride The Storm (mit M.Y.N.C. Project)
- 2010: Survive (mit Laurent Wolf)
- 2011: Wishing You Knew
- 2011: Complicated
- 2013: Overcome
- 2013: Something Beautiful
- 2014: Real Again
- 2016: Family Affair
- 2016: Ain't No Sunshine
- 2019: Love Remedy
- 2020: Too Much to Lose
- 2020: High on Love
- 2020: What We Had (mit Beverley Knight)

### Mit Mike and the Mechanics
- 2011: The Road
- 2017: Let Me Fly
- 2019: Out of the blue

## Auszeichnungen für Musikverkäufe
| 2× Platin-Schallplatte - Australien - 1995: für das Album Permanent Shade of Blue |

Anmerkung: Auszeichnungen in Ländern aus den Charttabellen bzw. Chartboxen sind in ebendiesen zu finden.
| Land/RegionAuszeichnungen für Musikverkäufe (Land/Region, Auszeichnungen, Verkäufe, Quellen) | Silber  | Gold     | Platin     | Verkäufe | Quellen     |
| -------------------------------------------------------------------------------------------- | ------- | -------- | ---------- | -------- | ----------- |
| Australien (ARIA)                                                                            | —       | —        | 2× Platin2 | 140.000  | aria.com.au |
| Vereinigtes Königreich (BPI)                                                                 | Silber1 | 2× Gold2 | —          | 400.000  | bpi.co.uk   |
| Insgesamt                                                                                    | Silber1 | 2× Gold2 | 2× Platin2 |          |             |